# Johannes X
Johannes X, född i Tossignano, Romagna, död 28 maj 928 i Rom, var påve från mars 914 till sin död.

## Biografi
Johannes föddes i Tossignano i Romagna, men alla andra födelseuppgifter har gått förlorade. Man vet att han var släkt med Teodora, som var hustru till senatorn greve Theophylakt av Tusculum och mycket inflytelserik. Johannes var diakon, blev biskop av Bologna, och omkring år 905 efterträdde han Kailo som ärkebiskop av Ravenna, vilket han ännu var den 5 februari 914.
Enligt Liudprand av Cremona hade Johannes Teodora att tacka för sin upphöjelse på påvestolen eftersom hon, fortsätter Liudprand, ville dölja att hon skulle ha haft ett otillbörligt förhållande med honom. Detta torde vara grundlöst förtal, eftersom Liudprand skrev sin historia 50 år efter händelsen samt var hatisk mot romarna och därför upprepade gånger baktalade dem.
Johannes gjorde försök att vinna vissa slaviska folk för den romerska kyrkan, liksom att anknyta förbindelser med spanska kyrkan. Sin största berömmelse vann Johannes som politiker och fältherre. Han krönte Berengar av Friuli till kejsare, förenade Italiens furstar mot saracenerna och besegrade dem i slaget vid Garigliano (916). Efter mordet på Berengar I av Italien 924 slöt Johannes förbund med Hugo av Burgund, vilket ogillades av romarna. 
På anstiftan av Marozia blev han kastad i fängelse år 928, där han avled – enligt Liudprand mördad genom kvävning, men enligt Flodoard av Reims död av den ångest som fångenskapen medförde. Johannes bror Petrus, som var prefekt av Rom, mördades i juni samma år.
Johannes blev sannolikt begraven i Lateranen.